# Đồng Thịnh, Sông Lô
Đồng Thịnh là một xã thuộc huyện Sông Lô, tỉnh Vĩnh Phúc, Việt Nam.
Xã Đồng Thịnh có diện tích 11,35 km², dân số năm 1999 là 8162 người, mật độ dân số đạt 719 người/km².